# I misteri del processo Monti e Tognetti
I misteri del processo Monti e Tognetti è un romanzo di Gaetano Sanvittore, pubblicato a Milano nel 1869 da Cesare Cioffi Editore.
Il romanzo narra in 41 capitoli la vicenda rivoluzionaria e poi processuale che vide implicati nella Roma dello Stato Pontificio gli anticlericali Giuseppe Monti e Gaetano Tognetti, autori di un attentato dinamitardo ai danni dei soldati zuavi francesi agli ordini del Papa. L'esecuzione dei due, eseguita il 24 novembre 1868, rappresentò l'ultima applicazione nello Stato Pontificio di una sentenza di morte decretata dall'autorità papale, mentre l'ultima sentenza di morte inflitta dalla normale autorità venne eseguita il 4 luglio del 1870.
Sanvittore aggiunse due appendici (Storia succinta dell'insurrezione romana e Sunto della relazione fiscale nel processo Monti e Tognetti), nelle quali analizza (schierato dalla parte liberale, ma utilizzando anche i documenti di parte pontificia) la situazione storica della Roma antecedente la presa da parte del nascente Stato italiano.

## Opere derivate
Dal romanzo il regista Luigi Magni ricavò con libera interpretazione la sceneggiatura del film In nome del Papa Re (1977) con Nino Manfredi.
Nel 2013 venne prodotta una miniserie televisiva intitolata L'ultimo papa re, ispirata, oltre che al film di Magni, anche alla ricostruzione storica di Sanvittore.